# 奧熱列利耶
54°48′N 38°16′E / 54.800°N 38.267°E
奧熱列利耶（俄语：Ожере́лье）是俄羅斯莫斯科州東南部的一個城市。位於莫斯科東南125公里。2002年人口11,113人。
1578年首見於文獻。1958年設市。